# Hotel Plaza (La Habana)
El Hotel Plaza es un hotel cubano ubicado en la calle Zulueta n.º 267, entre Virtudes y Neptuno, La Habana Vieja.

## Historia y construcción
A finales del siglo XIX, se construyó como edificio de viviendas sobre las ruinas del antiguo barrio de Las Murallas, en la zona más antigua de La Habana, a cargo de la familia Pedroso. Posteriormente fue utilizado por las oficinas del Diario de la Marina. Al iniciarse el siglo XX fue ampliado y remodelado para servir como hotel conservando en lo principal su decoración y fachadas eclécticas. La ornamentación del vestíbulo principal está hecha de escayola y yeso policromado, los pisos son fundamentalmente de cerámicas pulidas. En los años 1950, el hotel tuvo casino, propiedad del gánster italo-estadounidense Angelo Bruno. En 1959, unas turbas revolucionarias asaltaron y destrozaron el casino.
Fue remodelado entre los años 1987 y 1991 con el boom turístico que sacudió la ciudad por aquel entonces, el proyecto estuvo a cargo de la arquitecta Gladys Figueral Freire, se demolieron las partes que se encontraban en muy mal estado, sin dañar la estructura principal. Se sumaron nuevos espacios como el lobby-bar que le dieron aires más modernos al hotel.

## Visitantes ilustres
- Albert Einstein, científico alemán.
- Anna Pávlova, bailarina rusa.
- Isadora Duncan, bailarina estadounidense.
- Babe Ruth, estrella del béisbol.
- Frank Marshall, gran maestro de ajedrez estadounidense.
- José Raúl Capablanca, gran maestro de ajedrez cubano.